# Abderrahmane Bendjaber
Abderrahmane Bendjaber est un homme politique algérien.

## Révolution algérienne
Durant la Révolution algérienne, il a été promu au grade de lieutenant.
Il était aussi un cadre de la révolution en tant qu'adjoint politique.

## Après l'indépendance
Il a participé à la préparation de la liste des futurs députés des premières élections législatives de l'indépendance qui ne comportaient qu'une liste unique, celle établie par le Bureau Politique et les chefs de wilaya).

## Fonctions
1. Député à l'assemblée constituante de 1962 comme représentant de la Wilaya de Constantine[1] (1962-1963).
2. Wali des Oasis (El-Oued, Ghardaïa, Illizi, Laghouat, Ouargla, Tamanrasset): (1965-1965).